# Чебула (приток Кии)
Чебула (в верховье Большая Чебула) — река в Кемеровской области России, левый приток Кии. Впадает в Кию слева в 266 км от устья. Длина реки составляет 113 км.

## Притоки
(км от устья)
- 5 км: река без названия (лв)
- 25 км: Инюша (пр)
- 37 км: Керчь (лв)
- Глинище (пр)
- Таловка (лв)
- Черемушка (пр)
- 54 км: Тыштым (пр)
- Осиновка (пр)
- Козеюль (лв)
- 73 км: Каменка (лв)
- Гороховка (пр)
- Приисковая (лв)
- Белокаменка (лв)
- Глинистый (пр)
- 97 км: Малая Чебула (пр)
- Шадринка (лв)
- Семистолбовая (лв)

## Населённые пункты
Усть-Чебула, Верх-Чебула, Петропавловка, Новоалександровка, Казанка-20.

## Данные водного реестра
По данным государственного водного реестра России относится к Верхнеобскому бассейновому округу, водохозяйственный участок реки — Чулым от г. Ачинск до водомерного поста села Зырянское, речной подбассейн реки — Чулым. Речной бассейн реки — (Верхняя) Обь до впадения Иртыша.
Код водного объекта — 13010400212115200018712.